# Mesa/Boogie
Mesa/Boogie (također poznato kao Mesa Engineering) je američka kompanija za proizvodnju pojačala za gitaru i bas gitaru, u gradu Petaluma, Kalifornija. S radom je započela tijekom 1971. godine.
MESA brand je pokrenuo Randall Smith kao malu radionicu za popravke i modificiranje Fender pojačala, posebno malog Fender Princeton. Modifikacije koje je pravio Smith, davale su malim pojačalima više input gaina, čineći ih tako mnogo glasnijim i s više high-gain distorziranog gitarskog zvuka.                                  
Prvi poznatiji kupci su bili Carlos Santana i Keith Richards iz grupe The Rolling Stones, što je uz njihovu pomoć, kao vrhunskih gitarista, doprinijelo da Mesa/Boogie dospije na tržište. Često se za Mesa/Boogie kaže da je prvi proizvođač boutique pojačala.